# Jüri Pootsmann
Jüri Pootsmann (født 1. juli 1994 ) er en estisk sanger. Han repræsenterede Estland ved Eurovision Song Contest 2016.
1. ↑  Navnet er anført på bokmål og stammer fra Wikidata hvor navnet endnu ikke findes på dansk.